# جيل الون
جيل الون (بالعبرية: גיל אלון‏) هو ممثل إسرائيلي، ولد في 29 أبريل 1960 في رمات غان في إسرائيل.

## وصلات خارجية
- جيل الون على موقع IMDb (الإنجليزية)
- جيل الون على موقع قاعدة بيانات الفيلم (الإنجليزية)